# Tidens förlag
Bokförlaget Tiden (även känt som Tidens förlag) är ett numera vilande svenskt bokförlag. Förlaget grundades 1912 och har främst utgivit böcker med anknytning till arbetarrörelsen. Numera ingår namnrättigheterna hos Norstedts förlagsgrupp, som på senare år låtit Tidens utgåvor i stället ges ut under etiketten Norstedts.

## Historia
Bokförlags AB Tiden grundades 1912, och dess första chef var Gustav Möller. I styrelsen satt bland andra Hjalmar Branting och Per Albin Hansson. Förlaget lät 1928–30 resa ett eget förlagshus på Sveavägen 68 i Stockholm. Storbyggmästaren Olle Engkvist uppförde ett kontorshus i utpräglad funktionalistisk stil efter ritningar av Nils Einar Eriksson. Bottenvåningen försågs med en Konsum-butik som sålde färdiglagad mat och delikatesser från diskar av glas och rostfritt stål. En trappa upp fanns en modern pesonalrestaurang som även fungerade som yrkesskola och klubblokal. Förlaget sålde fastigheten på 1960-talet som numera inrymmer Socialdemokraternas partihögkvarter.
År 1940 startades Sveriges första bokklubb, Tidens bokklubb.
Verkställande direktör för Tiden mellan 1973 och 1980 var Anders Ferm. Han efterträddes av Ebbe Carlsson, som var vd 1980 till 1985. År 1985 övertogs bolaget av ARE, och 1992 köptes det upp av Rabén & Sjögren. År 1998 förvärvades Rabén & Sjögren med Tiden av Norstedts Förlagsgrupp. Norstedts har renodlat förlagsverksamheten och låtit de olika inköpta bolagen bli vilande; idag (2014) är endast Rabén & Sjögren och Norstedts aktiva förlagsnamn inom förlagsgruppen.

## Tidens kalender
Hösten 1921 började förlaget ge ut Tidens kalender (ISSN 1101-1211) med undertiteln Almanack och uppslagsbok, en röd inbunden bok i formatet 105 × 170 mm som kombinerade ett kalendarium för det kommande året (vars årtal också anges i titeln; den första årgången heter alltså 1922) med aktuella fakta om världen och Sverige och en årsbok över det gångna årets viktigaste händelser. På det röda omslaget fanns redan från starten en teckning i guld av Eigil Schwab föreställande en trumpetblåsande ängel. Utanpå detta fanns, från och med 1964 års utgåva, ett skyddsomslag. Både till storlek och innehåll påminde kalendern om När Var Hur, men var ungefär hälften så tjock. Tidens kalender 1972 innehåller en översikt av 50 år med Tidens kalender skriven av dåvarande redaktören Henry Rolfner, som dock mest handlar om halvseklets världshändelser och inte om kalendern i sig. Den 71:a årgången, med titeln 1992, blev den sista.
Under åren 1972–1976 (utkom hösten 1971–1975) användes material ur Tidens kalender även för nykterhetsrörelsens kalender Blå boken, som dessa år utgavs av Tidens förlag. För årgång 1975 (som inleds med en kort historik, "Blå Boken 50 år", s. 26–27) är sidorna 1–25 och 97–253 identiska i båda kalendrarna, medan sidorna 26–96 skiljer sig åt. Under titeln Nykterhetsfolkets kalender hade denna börjat utges med årgång 1925 (utkom hösten 1924) på Nationaltemplarordens (NTO) förlag. Utgivarskapet breddades 1931 till IOGT, SBF och NOV. Omslaget var blått till skillnad från många andra kalendrars klassiska röda färg och 1933 ändrades namnet till Blå boken. Årgång 1969 blev den sista, men 1972–1976 försökte man med en nystart hos Tidens förlag.

## Källhänvisningar
1. ↑  "Norstedts förlagsgrupp AB". Arkiverad 17 oktober 2014 hämtat från the Wayback Machine. Solidinfo.se. Läst 11 oktober 2014.
2. 1 2  "Tidens förlag". NE.se. Läst 11 oktober 2014.
3. ↑  Henrik Poppius (2023). Olle Engkvist : folkhemmets storbyggmästare. Stockholm: Carlssons. Libris gx7qdkp6dgwt594g. ISBN 9789189826014
4. ↑  Aktuellt i politik och samhälle Nr 11/1965
5. ↑  SSMs Byggnadsinventering - kv.Adonis
6. ↑  Föreningens historia Arkiverad 11 augusti 2010 hämtat från the Wayback Machine. Svenska Förläggareföreningen
7. ↑  Sundelin, Anders (2013-09-22): "Därför är Norstedts till salu". Svd.se. Läst 11 oktober 2014.
8. ↑  "Om Norstedts". Arkiverad 7 oktober 2014 hämtat från the Wayback Machine. Norstedts.se. Läst 11 oktober 2014.